# Van Amstelveen naar Afrika
Van Amstelveen naar Afrika was een vijfdelige serie op de Nederlandse televisiezender RTL 4.
In dit televisieprogramma wordt de familie Van der Heide gevolgd, die het bestaan in Nederland achter zich heeft gelaten om een lodge te beginnen in Afrika. In vijf afleveringen wordt in beeld gebracht of het wel of niet lukt. In het voorjaar van 2008 werd het vervolg, zes afleveringen, uitgezonden.